# Perus
Perus är en by i Kristinestads kommun i Finland, med cirka 200 invånare.

## Allmänt
Byns namn (tidigare Pärus) härstammar från 1800-talet, men bosättning har funnits i området redan innan dess. Byn är främst känd för kraftverksområdet Pärus Fors med intilliggande Storholmen, som varje år lockar tusentals besökare.

## Pärus Fors
Det kulturhistoriskt värdefulla kraftverksområdet Pärus Fors ligger invid Lappfjärds å, 12 km öster om Kristinestad, och förvaltas av Perus Byaförening som aktivt arbetar för att utveckla området för besökare, samt bevara det för kommande generationer. Här finns det 100-åriga vattenkraftverket som fortfarande producerar el (möjligheter till guidning finns), övernattningsmöjligheter i två stugor, fullständiga bostadshus samt bokningsbart café-restaurang.

## Storholmen
Den fridlysta ön Storholmen ligger intill Pärus Fors mitt i Lappfjärds å, helt omgiven av vatten. Från Pärus Fors-området leder en gångbro över till ön, där en naturstig finns. Här finns också goda fiskemöjligheter, både från Storholmen och Pärus Fors. I ån kan bland annat lax, regnbåge, gädda, abborre och öring fångas. På våren, lagom till mors dag, täcks Storholmen av ett hav av vitsippor och 2–3 veckor senare kan man njuta av dofterna från hägg och liljekonvalj.